# Liste von Zwischenfällen mit der Fokker F-27
Die Liste von Zwischenfällen mit der Fokker F-27 zeigt eine Übersicht über Zwischenfälle mit Todesfolge oder Totalschaden von Flugzeugen des Typs Fokker F-27 Friendship.
Vom Erstflug 1955 bis Februar 2025 wurden 179 Fokker F-27 zerstört, 165 davon durch Unfälle. Bei 95 dieser Zwischenfälle gab es insgesamt 1574 Todesopfer.

## 1955 bis 1969
- Am 10. Juni 1960 stürzte eine Fokker F-27-100 Friendship der Trans Australia Airlines (Luftfahrzeugkennzeichen VH-TFB) beim Landeanflug auf den Flughafen von Mackay (Queensland) 12 Kilometer vor dem Ziel ins Meer. Zum Zeitpunkt des Absturzes herrschten schlechte Sichtverhältnisse. Alle 29 Insassen starben, die vier Besatzungsmitglieder und 25 Passagiere. Es war der erste Totalschaden einer F-27 und gleichzeitig deren erste tödliche Unfall.[2]

- Am 23. September 1961 wurde eine Fokker F-27-100 der Türk Hava Yollari – THY (TC-TAY) 18 Kilometer vor dem Zielflughafen Ankara-Esenboğa in einen Berg geflogen. Bei diesem CFIT, Controlled flight into terrain, wurden von den 29 Insassen 28 getötet, alle 4 Besatzungsmitglieder und 24 Passagiere.[3]

- Am 12. Oktober 1962 stürzte eine Fokker F-27 Friendship 100 der Philippine Airlines (PI-C503) kurz nach dem Abheben vom Flughafen Manila (Philippinen) auf einem Trainingsflug ab. Es wird vermutet, dass beim Üben eines Triebwerksausfalls das falsche Triebwerk zusätzlich abgestellt wurde. Alle 3 Besatzungsmitglieder, die einzigen Insassen, kamen ums Leben.[4]

- Am 7. Februar 1966 wurde eine Fokker F-27-200 der niederländischen Schreiner Airways (PH-SAB), die im Auftrag der Indian Airlines eingesetzt war, durch einen Navigationsfehler nach dem Start vom Flughafen Srinagar (Indien) 72 Kilometer südsüdöstlich davon am Banihall Pass in einer Höhe von 12.364 Fuß (3.770 Metern) gegen einen Berg geflogen. Durch diesen CFIT (Controlled flight into terrain) wurden alle 37 Personen an Bord getötet.[5]

- Am 25. Juni 1966 überrollte eine Fokker F-27-200 der Union of Burma Airways (XY-ADL) bei der Landung auf dem Flughafen von Moulmein (Birma) das Ende der Landebahn. Alle Insassen überlebten. Das Flugzeug wurde irreparabel beschädigt.[6]

- Am 28. Februar 1967 stürzte eine Fokker F-27 Friendship 100 der Philippine Airlines (PI-C501) im Anflug auf den Flughafen Mactan-Cebu (Philippinen) 1,5 Kilometer vor der Landebahn ab. Grund war ein Kontrollverlust, der durch eine falsche Lastverteilung verursacht wurde, die den Schwerpunkt hinter die zulässige hintere Schwerpunktgrenze verlagert hatte. Von den 19 Insassen kamen 12 ums Leben, alle vier Besatzungsmitglieder und 8 Passagiere.[7]

- Am 6. Juli 1967 wurde eine Fokker F-27 Friendship 100 der Philippine Airlines (PI-C527) nach dem Start vom Flughafen Bacolod City Domestic (Philippinen) in einen Berg geflogen. Durch diesen CFIT (Controlled flight into terrain) wurden alle 21 Insassen getötet, vier Besatzungsmitglieder und 17 Passagiere.[8]

- Am 21. April 1969 geriet eine Fokker F-27-200 der Indian Airlines (VT-DOJ) in der Nähe von Khulna (Ostpakistan) in ein Gebiet mit heftigen Böen und starken Abwärtsströmungen. Die Piloten verloren bei starkem Fallwind die Kontrolle über das Flugzeug, welches abstürzte. Alle 44 Insassen, vier Besatzungsmitglieder und 40 Passagiere, kamen ums Leben.[9]

- Am 24. Mai 1969 verunglückte eine Fokker F-27-600 der italienischen Aero Trasporti Italiani (ATI) (I-ATIT) von Rom kommend bei der Landung auf dem Flughafen Reggio Calabria. Beide Pilotensitze waren von auszubildenden Flugzeugführern besetzt, während der Ausbildungskapitän dahinter auf dem Jumpseat saß. Die Maschine schlug vor der Landebahn auf, das Fahrwerk brach zusammen und das Flugzeug stürzte auf die Landebahn 15. Bei dem Unfall kam ein Passagier ums Leben, die anderen 35 Insassen überlebten den Unfall. Das erst ein Jahr alte Flugzeug wurde zerstört.[10]

- Am 27. Dezember 1969 verunglückte eine Fokker F-27-500 der dänischen Maersk Air (OY-APB) auf einem Ausbildungsflug 500 Meter westlich des Flughafens Bornholm (Dänemark). Bei einem simulierten Triebwerksausfall nach dem Start geriet das Flugzeug teilweise außer Kontrolle, streifte einige Büsche 270 Meter hinter dem Ende der Startbahn 29, wurde dann auf dem steinigen Strand aufgesetzt und rutschte bis in 2 Meter tiefes Wasser. Die erst 18 Tage alte Maschine wurde irreparabel beschädigt. Alle vier Piloten, die einzigen Insassen, überlebten den Unfall.[11]

## 1970 bis 1979
- Am 25. Januar 1970 geriet eine F-27-200 der Royal Nepal Airlines (Luftfahrzeugkennzeichen 9N-AAR) nach einem Flug von Kathmandu, Nepal während des Endanflugs auf den Flughafen Delhi-Palam in ein schweres Gewitter mit Turbulenzen und schweren Fallböen. Die Piloten verloren die Kontrolle über das Flugzeug; es stürzte drei Kilometer östlich des Flughafens ab. Ein Crewmitglied kam ums Leben, alle anderen 22 Insassen überlebten.[12]

- Am 17. Februar 1970 wurde eine Fokker F-27-100 der Türk Hava Yollari – THY (TC-TEZ) auf dem damaligen Flughafen Samsun-Samair (Türkei) zu weit hinten auf der Landebahn aufgesetzt und überrollte das Landebahnende in schlammigen Boden hinein. Die Maschine wurde irreparabel beschädigt. Alle 29 Insassen, Besatzungsmitglieder und Passagiere, überlebten den Unfall.[13]

- Am 9. Mai 1970 verloren die Piloten einer Fokker F-27 Friendship 100 der Philippine Airlines (PI-C532) während des Starts vom Flughafen Illigan/Maria Cristina (Philippinen) bei fast Null Sichtweite die Kontrolle über das Flugzeug. Die Maschine kam von der Startbahn ab, rollte über Sandaufschüttungen und überquerte den Seitenstreifen. Die linke Tragflächenspitze prallte gegen eine Steinhalde, wodurch das Flugzeug ins Schleudern geriet und zerstört wurde. Von den 33 Insassen wurde ein Besatzungsmitglied getötet.[14]

- Am 7. Juni 1970 wurde eine Fokker F-27-200 der Indian Airlines (VT-DVG) bei der Landung auf dem Flughafen Agartala (Indien) mit einer höheren als der normalen Landegeschwindigkeit und bei 2775 Fuß (845 Meter) vom Bahnbeginn aufgesetzt. Das Flugzeug überrollte das Landebahnende und wurde irreparabel beschädigt. Alle 39 Insassen, fünf Besatzungsmitglieder und 34 Passagiere, überlebten den Unfall.[15]

- Am 1. Juli 1970 überrollte eine Fokker F-27 Friendship 200 der Philippine Airlines (PI-C504) bei der Landung auf dem Flughafen Dumaguete/Sibulan (Philippinen) das Landebahnende. Dabei wurden das Fahrwerk und die rechte Tragfläche schwer beschädigt. Alle 29 Insassen, drei Besatzungsmitglieder und 26 Passagiere, überlebten den Unfall. Das Flugzeug wurde irreparabel beschädigt.[16]

- Am 6. August 1970 stürzte eine Fokker F-27-200 der Pakistan International Airlines (AP-ALM) 3 Minuten nach dem Start vom Flughafen Rawalpindi (Pakistan) ab. Das Wetter war zum Unfallzeitpunkt sehr schlecht und gekennzeichnet durch Gewitter, Starkregen und böigen Wind. Alle 30 Insassen, vier Besatzungsmitglieder und 26 Passagiere, kamen ums Leben.[17]

- Am 29. August 1970 wurde eine Fokker F-27-400 der Indian Airlines (VT-DWT) 19 Kilometer vom Startflughafen Silchar (Indien) entfernt in einen 1500 Meter hohen Berg geflogen, weil die Piloten das vorgeschriebene Abflugverfahren ignoriert hatten. Bei diesem CFIT (Controlled flight into terrain) wurden alle 39 Insassen getötet, fünf Besatzungsmitglieder und 34 Passagiere.[18]

- Am 26. September 1970 verunglückte eine Fokker 27-300 der Flugfelag Islands (TF-FIL) beim Anflug auf den Flughafen Vágar auf der färöischen Insel Mykines, weil die Crew den Sinkflug bei Nebel zu früh eingeleitet hatte. Bei dem Unfall kamen der Kapitän und 7 Passagiere, die sich vorne links in der Maschine befunden hatten, ums Leben. 26 Passagiere und Besatzungsmitglieder überlebten, teilweise schwer verletzt. Drei leichter verletzte Passagiere gingen zu Fuß etwa eine Stunde zur Siedlung Mykines, um Hilfe zu holen.[19][20]

- Am 16. April 1972 stürzte eine Fokker F-27-200 der italienischen Aero Trasporti Italiani (ATI) (I-ATIP) auf dem Flug vom Flughafen Rom-Fiumicino nach Foggia bei Amaseno ab. Etwa 14 Minuten nach dem Start kam es nach dem Einflug in ein Gewittergebiet bei heftigen Turbulenzen zum Kontrollverlust, woraufhin die Maschine rund 100 Kilometer südöstlich von Rom mit hoher Geschwindigkeit abstürzte. Alle 18 Insassen, die drei Besatzungsmitglieder und 15 Passagiere, kamen ums Leben.[21]

- Am 12. August 1972 wurde mit einer Fokker F-27-100 der Indian Airlines (VT-DME) im Anflug auf den Flughafen Delhi (Indien) zunächst durchgestartet. Beim zweiten Versuch flog der Kapitän unter die Mindestsinkflughöhe. Als er den Boden erkannte, leitete er viel zu spät ein erneutes Durchstarten ein, allerdings mit voll ausgefahrenen Landeklappen und ausgefahrenem Fahrwerk. Die F-27 schlug 1,5 Kilometer südlich des Flughafens im Gelände auf. Durch diesen CFIT (Controlled flight into terrain) wurden alle 18 Insassen getötet, vier Besatzungsmitglieder und 14 Passagiere.[22]

- Am 26. September 1972 rollte eine Fokker F-27-600 der Garuda Indonesia (PK-GFP), die zu einem Testflug vom Flughafen Jakarta-Kemayoran startete, beim Abheben in einer Höhe von 30 Metern plötzlich nach rechts und stürzte 90 Meter neben der Startbahn ins Gelände. Es befand sich nur eine dreiköpfige Besatzung an Bord, die bei dem Unfall getötet wurde.[23]

- Am 30. Oktober 1972 wurde eine Fokker F-27-200 der italienischen Aero Trasporti Italiani (ATI) (I-ATIR) auf dem Weg von Rom nach Bari bei Poggiorsini in einen nur 440 Meter hohen Hügel geflogen, noch 35 Kilometer vom Flughafen Bari entfernt. Bei diesem CFIT (Controlled flight into terrain) wurden alle 27 Menschen an Bord getötet wurden, drei Besatzungsmitglieder und 24 Passagiere.[24]

- Am 8. Dezember 1972 wurde eine Fokker F-27-600 der Pakistan International Airlines (AP-AUS) in der Nähe von Jalkot (Pakistan) bei regnerischem Wetter in einen Hügel geflogen. Bei diesem CFIT (Controlled flight into terrain) wurden alle 26 Insassen getötet, vier Besatzungsmitglieder und 22 Passagiere.[25]

- Am 30. April 1974 wurde eine F-27-200 Burma Airways (XY-ADM) bei der Landung auf dem Flughafen von Bassein (Birma) spät aufgesetzt. Die Maschine überrollte das Ende der Landebahn, woraufhin das Bugfahrwerk zusammenbrach. Alle 40 Insassen überlebten. Das Flugzeug wurde irreparabel beschädigt.[26]

- Am 24. Juli 1974 wurde eine Fokker F-27-200 der Air France (F-BPUI) nahe dem Flughafen Nantes in den Boden geflogen, wobei alle drei Menschen an Bord bestehend aus der Besatzung ums Leben kamen (siehe auch Flugunfall der Air France bei Héric).[27]

- Am 6. August 1974 detonierte an einer über Nacht geparkten F-27-500 der französischen Air Inter (F-BPNF) auf dem Flughafen Quimper (Département Finistère, Frankreich) eine Bombe unter dem Rumpf, auf der Höhe des Hauptfahrwerks. Die Explosion riss den Rumpf in der Mitte 4 Meter auf. Der obere Rumpf wurde durch die Explosion ebenfalls zertrümmert und die Tragflächen verformt. Die Triebwerke und Verkleidungen wurden verformt und teilweise abgerissen. Über Personenschäden ist nichts bekannt. Das Flugzeug wurde zerstört.[28]

- Am 7. September 1974 wurde eine Fokker F-27-600 der Garuda Indonesia (PK-GFJ), die von Jakarta-Kemayoran zu einem Inlandsflug gestartet war, im Landeanflug kurz vor dem Flughafen Bandar Lampung während eines Unwetters in ein Gebäude geflogen. Von den 36 Personen an Bord wurden 33 getötet, nur drei Passagiere überlebten.[29]

- Am 25. Januar 1975 verunglückte eine Fokker F-27-600 der dänischen Maersk Air (OY-APD) bei der Landung auf dem Flughafen Vágar (Färöer). Es herrschte ein leichter Seitenwind mit 9 Knoten und eine Rückenwindkomponente von 6 Knoten, als die Maschine immer weiter nach links von der Landebahn abdriftete und schließlich im Gelände 85 Meter daneben aufschlug. Die mit Wasser und Eis bedeckte Landebahn war nur 1100 Meter lang. Das Flugzeug wurde irreparabel beschädigt. Alle 26 Insassen, die vier Besatzungsmitglieder und 22 Passagiere, überlebten den Unfall.[30]

- Am 24. Juli 1976 schlug eine Fokker F-27-100 der Indian Airlines (VT-DMD) bei der Landung auf dem Flughafen Bhubaneswar (Indien) so heftig auf, dass sie wieder in die Luft sprang, steil nach rechts rollte und es zu einem Strömungsabriss kam. Beim Aufschlag auf dem Bugfahrwerk platzte dort ein Reifen, das Flugzeug drehte sich und kam mit abgerissenem rechten Triebwerk und Außenflügel zum Stillstand. Natürlich war das Flugzeug danach irreparabel beschädigt. Alle 23 Insassen, vier Besatzungsmitglieder und 19 Passagiere, überlebten den Unfall.[31]

- Am 25. März 1978 verlor eine F-27-200 der Burma Airways (XY-ADK) nach dem Start vom Flughafen Rangun (Birma) an Höhe. Sie streifte Bäume 16 Kilometer nördlich des Flughafens und stürzte in ein Reisfeld. Alle 48 Insassen, 4 Besatzungsmitglieder und 44 Passagiere, kamen ums Leben. Das Flugzeug wurde zerstört.[32]

- Am 3. Oktober 1978 verloren bei einer F-27-600 der Burma Airways (XY-ADY) nach dem Start vom Flughafen Mandalay-Chanmyathazi (Birma) beide Triebwerke an Leistung. Es wurde eine Notlandung auf einer Sandbank des Flusses Irrawaddy durchgeführt. Von den 44 Insassen überlebten 42, je ein Besatzungsmitglied und ein Passagier wurden getötet. Das Flugzeug wurde irreparabel beschädigt.[33]

- Am 28. Januar 1979 wurde eine F-27-500 der französischen Air Rouergue (F-BYAH) auf einem Testflug vom und zum Flughafen Rodez-Marcellac (Département Aveyron, Frankreich) 17,4 Kilometer südöstlich des Flughafens im Anflug auf die Landebahn 31 gegen einen wolkenverhangenen Berg geflogen, als es in Vorbereitung auf einen ILS-Anflug einschwenkte. An Bord befanden sich außer den beiden Piloten auch zwei Mechaniker, ein Fokker-Techniker und ein Pilot von Air Alpes. Faktoren waren eine mangelnde Flugvorbereitung, die Nichtverwendung des Funkhöhenmessers und ein möglicher Schwerpunkt außerhalb der zulässigen Grenzen, welcher die Längsmanövrierfähigkeit beeinträchtigte. Außerdem war im Cockpit keine Anflugkarte für diesen Flugplatz vorhanden. Durch diesen CFIT (Controlled flight into terrain) wurden 5 der 6 Insassen getötet.[34]

## 1980 bis 1989
- Am 19. August 1980 verunglückte eine F-27-400 der Burma Airways (Luftfahrzeugkennzeichen XY-ADO) bei der Landung auf dem Flughafen von Mawlamyaing (früher Moulmein) (Myanmar). Alle vier Crewmitglieder und 24 Passagiere überlebten.[35]

- Am 7. Juni 1981 geriet eine F-27-400 der Burma Airways (XY-ADN) bei der Landung auf dem Flughafen von Thandwe (Birma) von der Landebahn ab, die durch Starkregen sehr nass war. Das Flugzeug wurde irreparabel beschädigt. Alle vier Besatzungsmitglieder, die einzigen Insassen, überlebten.[36]

- Am 20. Juli 1981 geriet eine Fokker F-27-600RF Friendship der Somali Airlines (6O-SAY) auf einem Flug von Mogadischu nach Hargeisa acht Minuten nach dem Start in extreme Turbulenzen, infolge derer sie in ein Flachtrudeln geriet, bei dem die strukturellen Belastungsgrenzen überschritten wurden. Ein Teil der rechten Tragfläche brach in der Luft ab, die Maschine stürzte anschließend zu Boden. Alle 50 Insassen starben. Dies war der bislang (Februar 2021) schwerste Flugunfall in Somalia (siehe auch Somali-Airlines-Flug 40)

- Am 13. Januar 1984 verunglückte eine Fokker F-27-100 Friendship der US-amerikanischen Pilgrim Airlines (N148PM) beim Start auf dem Flughafen New York-John F. Kennedy (USA). Beim Einfahren des Fahrwerks nach dem Start auf der Piste 04L ging der Propeller Nr. 1 (links) automatisch in die Segelstellung. Die Leistung des Motors Nr. 1 wurde reduziert, im Triebwerk Nr. 2 (rechts) kam es zu auch einem Leistungsverlust. Das Fahrwerk wurde wieder ausgefahren, aber das Flugzeug berührte die Startbahn, bevor es vollständig ausgefahren war. Das Flugzeug rutschte 1200 Fuß weit, bevor es in der Nähe der Kreuzung eines Rollwegs und der Startbahn 04L zum Stillstand kam, 32 Meter rechts von der Landebahn. Als ursächlich gelten das Versäumnis der Flugbesatzung, auf dem Anflug nach JFK die Triebwerksenteisung zu verwenden, das Versäumnis des Kapitäns, eine gründliche Vorfluginspektion durchzuführen, und die Entscheidung der Flugbesatzung, beim Start von JFK Triebwerkseisschutz zu verwenden, was zu Leistungsverlusten bei beiden Triebwerken führte. Alle 24 Insassen überlebten den Unfall. Das Flugzeug wurde irreparabel beschädigt.[37]

- Am 20. April 1985 verunglückte eine von der nicaraguanischen Fluggesellschaft Aeronica gekaufte F-27-100 (YN-BZF) auf ihrem Überführungsflug von Europa nach Nicaragua etwa 280 Kilometer westlich des Flughafens Kulusuk in Grönland. Nach dem Auftanken in Kulusuk gab es Probleme mit dem Pumpen des Treibstoffs von den zusätzlichen Tanks zu den Triebwerken. Daher entschied sich die Besatzung zur Umkehr nach Kulusuk, konnte den Flugplatz aufgrund schlechten Wetters jedoch nicht finden. Bei der Notlandung im Schnee nahe einer Radarstation kamen von den fünf Besatzungsmitgliedern zwei ums Leben (siehe auch Flugunfall der Aeronica auf Grönland).[38]

- Am 12. Oktober 1985 überflog eine F-27-600 der Burma Airways (XY-ADS) im Anflug auf den Flughafen von Putao (Birma) die Landebahn, drehte scharf nach rechts und schlug knapp zwei Kilometer hinter der Landebahn in flachem Gelände auf. Alle 4 Insassen des Frachtfluges, die beiden Besatzungsmitglieder und 2 Passagiere, kamen ums Leben. Das Flugzeug wurde zerstört.[39]

- Am 10. Juni 1986 kollidierte eine F-27-500 der ägyptischen Air Sinai (SU-GAD) im Anflug auf den Flughafen Kairo-International mit einem Gebäude und fing Feuer. Der Anflug erfolgte während eines Sandsturms. Von den 26 Insassen kamen 23 ums Leben, alle fünf Crewmitglieder und 18 Passagiere.[40]

- Am 16. August 1986 wurde nahe dem Flughafen Malakal eine aus Khartum kommende Fokker F27-400M Friendship der Sudan Airways (ST-ADY) von Rebellen der SPLA abgeschossen. Alle 60 Insassen, 3 Besatzungsmitglieder und 57 Passagiere, wurden getötet.[41]

- Am 21. Juni 1987 flog eine F-27-200 der Burma Airways (XY-ADP) etwa 15 Minuten nach dem Start vom Flughafen Heho (Birma) in einen 2500 Meter hohen Berg. Die Unfallstelle lag rund 24 Kilometer südöstlich von Hopong. Alle 45 Insassen, 4 Besatzungsmitglieder und 41 Passagiere, wurden getötet. Das Flugzeug wurde zerstört.[42]

- Am 11. Oktober 1987 wurde eine F-27-500 der Burma Airways (XY-AEL) beim Anflug auf den  Flughafen Rangun (Birma) in einen 460 Meter hohen Hügel 25 Kilometer südlich von Hpa-an geflogen. Bei diesem CFIT (Controlled flight into terrain) wurden alle 49 Insassen, 4 Besatzungsmitglieder und 45 Passagiere, getötet. Das Flugzeug wurde zerstört. Nur knapp 4 Monate zuvor waren bei einem ähnlichen Unfall der Burma Airways 48 Menschen getötet worden.[43]

- Am 26. Mai 1988 stürzte eine Fokker F-27-600 der dänischen Star Air (Kennzeichen OY-APE) im Anflug etwa 1 km westlich der Landebahn 09 ab. Während des Instrumentenanfluges bäumte sich die Maschine beim Ausfahren der Landeklappen in die Endstellung stark auf, wobei die Ladung nach hinten verrutschte. Die Frachtmaschine befand sich auf dem Weg vom Flughafen Billund über Hannover zum Flughafen Nürnberg. Beide Piloten kamen ums Leben (siehe auch Flugunfall der Star Air bei Hannover 1988).[44]

- Am 16. Juni 1988 wurde eine F-27-600 der Burma Airways (XY-ADQ) im Anflug auf den Flughafen von Putao (Birma) 15 Kilometer nordwestlich des Zielflughafens ins Gelände geflogen. Die Piloten des Frachtfluges hatten versucht, eine Wolkenlücke zu finden. Bei diesem CFIT (Controlled flight into terrain) wurden alle 4 Insassen, die 3 Besatzungsmitglieder und ein Passagier, getötet. Das Flugzeug wurde zerstört.[45]

- Am 3. Februar 1989 flog eine F-27-600 der Burma Airways (XY-AEK) beim Start vom Flughafen Rangun (Birma) in eine Nebelbank ein. Die Maschine drehte nach links, kollidierte 150 Meter links vom Startbahnende mit einem Baum und flog in einem Winkel von nur 3 Grad in den Boden. Das Flugzeug fing Feuer und wurde zerstört. Dabei wurden 26 der 29 Insassen getötet, 3 Besatzungsmitglieder und 23 Passagiere.[46]

- Am 25. August 1989 verschwand eine F-27-200 der Pakistan International Airlines (AP-BBF) auf einem Flug von Gilgit nach Islamabad mit 54 Insassen. Vier Minuten nach dem Start wurde der letzte Funkspruch empfangen. Das Wrack der Maschine wurde bis heute nicht gefunden; ein Absturz oder CFIT (Controlled flight into terrain) im Himalaya gilt als wahrscheinlich.[47]

## 1990 bis 1999
- Am 12. Februar 1990 befand sich eine Fokker F-27-200 der brasilianischen Transportes Aéreos Regionais (Luftfahrzeugkennzeichen PT-LCG) im Anflug auf den Flughafen Bauru. Ein Flugkapitän in Ausbildung hatte den Sinkflug zu spät eingeleitet. Der auf dem Flug mitfliegende Ausbilder verlangte, dass der Anflug trotz der zu großen Flughöhe und der zu hohen Fluggeschwindigkeit fortgesetzt werden solle. Als der auszubildende Flugkapitän verunsichert war, übernahm der Ausbilder das Steuer. Die Maschine setzte zu schnell auf der Landebahn auf. Beim anschließenden Durchstarten wurden die Triebwerke zu abrupt beschleunigt, woraufhin es zu mangelnder Leistung kam, die Fokker 600 Meter hinter dem Flughafen wieder zu Boden ging und mit einem Pkw kollidierte. Zwei Insassen des Pkw und ein Pilot wurden getötet, während 40 Insassen der Maschine den Unfall überlebten (siehe auch Flugunfall der TAM Linhas Aéreas in Bauru 1990).[48]

- Am 24. Februar 1990 kam es an Bord einer Fokker F-27-600 der deutschen FTG (D-AELB) zu einem beidseitigen Triebwerksausfall und Abriss des rechten Motors von der Tragfläche. Die Besatzung hatte im Rahmen eines Übungsflugs zuvor den Strömungsabriss in Landekonfiguration geprobt, worauf die Motoren mit Überhitzung und Vibrationen reagierten. Die anschließende Notlandung auf einem Feld in der Nähe von Bergisch Gladbach, etwa 12 Kilometer nördlich des Startflughafens Köln/Bonn, glückte und die zweiköpfige Besatzung konnte sich in Sicherheit bringen, die Maschine jedoch brannte aus und musste abgeschrieben werden.[49]

- Am 6. Oktober 1993 überrollte eine F-27-600 der Myanma Airways (XY-AEP) bei der Landung auf dem Flughafen Rangun (Myanmar) das Ende der Landebahn um 80 Meter und kam am Ufer eines kleinen Flusses zum Stehen. Das Flugzeug wurde irreparabel beschädigt. Alle 45 Insassen überlebten.[50]

- Am 26. Juni 1994 stürzte eine F-27-400M der Air Ivoire (TU-TIP) im Landeanflug auf den Flughafen Abidjan 5500 Meter vor dem Flughafen ab. Alle 17 Insassen starben.[51]

- Am 24. Juli 1996 geriet eine F-27-600 der Myanma Airways (XY-AET) im Endanflug auf den Flughafen von Myeik (Myanmar) in eine Böenwalze und starken Niederschlag. Die Maschine verlor rapide an Höhe und setzte 240 Meter vor der Landebahn auf. In einer mit Schotter belegten, geplanten Landebahnverlängerung fiel sie in eine 8 Meter breite, gut einen Meter tiefe Ausschachtung und brach auseinander. Von den 49 Insassen kamen 8  Passagiere ums Leben, alle 5 Besatzungsmitglieder und 39 Passagiere überlebten. Das Flugzeug wurde irreparabel beschädigt.[52]

- Am 14. April 1997 verunglückte eine F-27-600 der TAAG Angola Airlines (D2-TFP) kurz nach dem Start vom Flughafen Brazzaville Maya-Maya, als die Besatzung die Kontrolle über die Maschine verlor und diese 300 Meter nach dem Ende der Startbahn wieder auf dem Boden aufschlug und in Flammen aufging. Drei der sieben Insassen kamen ums Leben.[53]

- Am 17. Juli 1997 verunglückte eine F-27-600 der indonesischen Sempati Air Transport, gemietet von Trigana Air Service (PK-YPM) auf dem Flug nach Jakarta nahe dem Startflughafen Bandung etwa 12 Kilometer nach dem Start. Dabei starben 28 Menschen, 22 überlebten.[54]

- Am 27. Januar 1998 fiel bei einer F-27-600 der Myanma Airways (XY-AES) während des Starts vom Flughafen Thandwe (Myanmar) das rechte Triebwerk aus. Die Maschine brach nach rechts aus, kollidierte mit einer Böschung und fing Feuer. Bei dem Unfall wurden 16 Insassen getötet, ein Besatzungsmitglied und 15 Passagiere; die anderen 29 Insassen überlebten. Das Flugzeug wurde zerstört.[55]

- Am 24. August 1998 wurde eine F-27-600 der Myanma Airways (XY-AEN) im Anflug auf den Flughafen von Tachilek (Myanmar) drei Kilometer davor in einen 140 Meter hohen Hügel geflogen. Die Maschine kam vom Flughafen Rangun. Bei diesem CFIT (Controlled flight into terrain) wurden alle 36 Insassen getötet, 4 Besatzungsmitglieder und 32 Passagiere. Es war der zweite tödliche Flugunfall bei Myanma Airways innerhalb von 7 Monaten. Das Flugzeug wurde zerstört.[56]

- Am 2. Juli 1999 wurde eine F-27-600 der Myanma Airways (XY-AEO) im Anflug auf den Flughafen von Sittwe (Myanmar) in eine wolkenverhangene Hügelkette geflogen. Die vom Flughafen Rangun kommende Maschine verunglückte etwa 14 Kilometer östlich des Zielflughafens in einer Höhe von nur 270 Metern. Bei diesem CFIT (Controlled flight into terrain) wurden alle 8 Insassen auf dem Frachtflug getötet, die vier Besatzungsmitglieder und vier Passagiere. Das Flugzeug wurde zerstört.[57]

## 2000 bis 2009
- Am 16. Juni 2004 überrollte eine F-27-200 der Pakistan International Airlines (Luftfahrzeugkennzeichen AP-AUR) das Ende der 1768 m langen Landebahn des Flughafens Chitral und wurde irreparabel beschädigt. Alle 40 Insassen überlebten den Unfall.[58]

- Am 22. Januar 2002 fiel bei einer Fokker F-27-400M der bolivianischen TAM – Transporte Aéreo Militar (FAB-94) sieben Minuten nach dem Start das Triebwerk Nr. 1 (links) aus. Bei der Rückkehr zum Flughafen Guayaramerin (Bolivien) mussten der Anflug und die Notlandung mit nur einem funktionierenden Triebwerk durchgeführt werden. Bei der Landung überrollte das Flugzeug das Landebahnende, den Flughafenzaun und einen Graben. Das Bugfahrwerk brach zusammen, das rechte Hauptfahrwerk brach ebenso ab wie die rechte Tragfläche, wodurch die Maschine irreparabel beschädigt wurde. Alle 44 Insassen, vier Besatzungsmitglieder und 40 Passagiere, überlebten den Unfall.[59]

- Am 16. April 2006 geriet eine Fokker F-27-400M der bolivianischen TAM – Transporte Aéreo Militar (FAB-91) bei der Landung auf dem Flughafen Guayaramerin (Bolivien) bei Regenwetter von der Landebahn ab. Dabei wurden Fahrwerk und Tragflächen derart in Mitleidenschaft gezogen, dass die Maschine irreparabel beschädigt wurde. Eine 80-jährige Frau starb an einem Herzanfall; die anderen 30 Insassen blieben unbeschadet.[60]

- Am 10. Juli 2006 stürzte eine F-27-200 der Pakistan International Airlines (AP-BAL) kurz nach dem Start von Multan ab. Alle 45 Personen an Bord kamen ums Leben. Der Kapitän hatte den Start trotz eines Triebwerksschadens noch während des Startlaufs fortgesetzt; es kam zum Strömungsabriss. Der Triebwerksschaden selbst war durch Wartungsfehler verursacht worden.[61]

- Am 23. Juli 2008 musste eine Fokker F-27-400M Friendship der bolivianischen TAM – Transporte Aéreo Militar (FAB-92) während eines Inlandsfluges aufgrund von Problemen mit dem Triebwerk Nr. 1 (links) auf einer Straße nahe der Estancia Esperanza im Departamento Beni (Bolivien) notgelandet werden. Das Flugzeug wurde irreparabel beschädigt. Alle 37 Insassen, fünf Besatzungsmitglieder und 32 Passagiere, überlebten.[62]

## 2010 bis 2019
- Am 31. August 2014 stürzte eine Fokker F-27-500 der kenianischen Safari Express Cargo (5Y-SXP) auf einem Positionierungsflug vom Flughafen Mwanza zum Flughafen Nairobi/Jomo Kenyatta nahe Kogatende im Serengeti-Nationalpark (Tansania) aus einer Höhe von 17.000 Fuß (rund 5200 Meter) aus unbekannten Gründen ab. Alle 3 Besatzungsmitglieder, die einzigen Insassen, kamen ums Leben.[63]